# Cherie Blair
Pour les articles homonymes, voir Blair et Booth.
Cherie Blair C.R., née Booth le 23 septembre 1954 à Bury (Angleterre), est une barrister britannique. Elle est l'épouse de Tony Blair, Premier ministre du Royaume-Uni entre 1997 et 2007.

## Biographie
Cherie Blair est la fille de l'acteur Anthony Booth. Celui-ci, dont la carrière patine, sombre vite dans l'alcoolisme et abandonne sa femme et ses deux filles alors que Cherie est âgée de 8 ans. Elle ne revoit pas son père pendant plusieurs années. Sa mère est obligée de retourner avec ses filles chez sa propre mère à Liverpool.
Cherie Blair est titulaire d'une licence de droit de la London School of Economics. Après avoir été reçue à son doctorat en sciences juridiques à l'université de Westminster, elle devient avocate.
Lors des élections législatives de 1983, elle est candidate sous les couleurs du Parti travailliste. Elle ne recueille que 12 % des suffrages exprimés et décide alors de se consacrer à sa carrière professionnelle.
En tant qu'épouse du Premier ministre Tony Blair, ses interventions publiques se limitent aux événements caritatifs : enfance maltraitée, femmes battues, lutte contre le cancer, dette du tiers-monde.
Le 30 avril 2015, l'assemblée générale de l'entreprise Renault l'élit membre du conseil d'administration.
En tant qu'avocate, elle défend les intérêts des îles Maldives, dont l'image négative est liée à son gouvernement autoritaire.

## Vie privée
Tony Blair et Cherie Booth, tous deux étudiants en droit, se rencontrent alors qu'ils sont en concurrence pour un même poste d'avocat stagiaire. Cherie Booth, major de sa promotion, est choisie.
Mariée avec Tony Blair le 29 mars 1980, elle a quatre enfants, dont le dernier — né en l'an 2000 et surnommé « the millennium baby » par la presse britannique — est, depuis 1849, le premier enfant d'un Premier ministre britannique pendant son mandat :
- Euan Anthony Blair (en), né le 19 janvier 1984 ;
- Nicholas John Blair, né le 6 décembre 1985 ;
- Kathryn Hazel Blair, née le 2 mars 1988 ;
- Leo George Blair, né le 20 mai 2000.

## Engagements
Cherie Blair est l'une des marraines d'Emmaüs UK, la branche britannique du Mouvement Emmaüs.
Profondément républicaine, elle aurait refusé de faire, devant la reine Élisabeth II, la révérence prescrite par le protocole. Dans une des premières scènes du film The Queen, de Stephen Frears, lorsque Tony et Cherie Blair se rendent au palais de Buckingham pour que la reine demande au chef du Parti travailliste de devenir son Premier ministre, il est fait allusion à une précédente rencontre, non datée, entre la reine et Cherie Blair, au cours de laquelle cette dernière n'aurait pas fait la révérence.

## Controverses
En octobre 2021, son nom est cité dans les Pandora Papers,.

## Publication
- (en) Cherie Blair, Speaking for Myself : The Autobiography, Little Brown, 2008 (ISBN 978-1-4087-0098-3).